# 張怡寧
張 怡寧（ちょう いねい、ジャン・イーニン、Zhang Yining, 张 怡宁、1982年10月5日 - ）は、中華人民共和国の女子卓球選手。北京出身。身長168cm。体重55kg。戦型は右シェーク両ハンドドライブ攻撃型。オリンピック、世界卓球選手権、ワールドカップの全てでシングルス優勝の大満貫（生涯グランドスラム）を達成。2004年アテネ五輪女子シングルス・ダブルス、2008年北京オリンピック女子シングルス・団体、金メダル。2005年第48回世界卓球選手権上海大会女子シングルス・ダブルス優勝。女子卓球史上初のオリンピック３種目制覇を王楠と同時に達成した。
2003年1月から2009年11月までほぼ世界ランキング1位を維持し続けたが、2009年世界選手権シングルス優勝後、国際舞台から遠ざかっており2010年5月世界ランキングから姿を消した。

## 略歴
1982年北京市内の貧しい家庭に生まれる。水泳・舞踊等、さまざまな習い事をさせられるがどれも長続きしなかった。しかし6歳のとき卓球に出会い、彼女の人生は変わる。9歳で北京市チームに加入。11歳で中国ナショナルチームのメンバーになる。
1999年、16歳のとき世界選手権アイントホーヘン大会で準優勝し、知名度を上げる。2003年1月に世界ランキング1位となる。しかし世界選手権個人戦では1999年、2001年、2003年と三度続けて王楠に敗れ、また2000年のシドニーオリンピックでは代表に選ばれず、ビッグ・タイトルとは縁が無かった。しかし2004年のアテネオリンピックでは全5試合で計2ゲームしか落とさずに優勝、2005年の世界選手権上海大会でも優勝し、王楠からの女王交代を卓球界に印象付けた。その後練習中に右手親指を骨折するが、回復後は怪我の影響を感じさせず、この年の主要な世界タイトルを総て制した。また同年、中国国内で四年に一度開催され、同国では非常に重視されている全国大運動会において、決勝で王楠を破り優勝した。
2008年の北京オリンピックでは、開会式で選手宣誓の大役を務め、女子団体と女子シングルスで金メダルを獲得した。
2009年10月18日，北京にて香港の48歳の企業家徐威と結婚した。
2011年3月31日に正式に引退を表明した。

## 主な成績
- 1998年
  - ITTFプロツアー・マリーシア オープン
    - 女子シングルス 優勝  女子ダブルス 優勝

  - ITTFプロツアー・イタリア オープン
    - 女子シングルス 優勝
- 1999年
  - 世界選手権
    - 女子シングルス 2位
- 2000年
  - ITTFプロツアー・ポーランド オープン
    - 女子シングルス 優勝  女子ダブルス 優勝

  - ITTFプロツアー・スウェーデン オープン
    - 女子シングルス 優勝

  - 世界選手権団体戦 優勝
  - ITTFプロツアー・グランドファイナル
    - 女子シングルス 優勝[8]
- 2001年
  - 女子ワールドカップ 優勝  (準優勝:キム・ヒョンヒ)
  - 世界選手権団体戦 優勝
- 2002年
  - ITTFプロツアー・ポーランド オープン
    - 女子シングルス 優勝  女子ダブルス 優勝

  - ITTFプロツアー・米国 オープン
    - 女子シングルス 優勝  女子ダブルス 優勝

  - ITTFプロツアー・デンマーク オープン
    - 女子シングルス 優勝  女子ダブルス 優勝

  - 女子ワールドカップ 優勝  (準優勝:李楠)
  - ITTFプロツアー・グランドファイナル
    - 女子シングルス 優勝

  - アジア競技大会
    - 女子シングルス 優勝  (準優勝:王楠)
- 2003年
  - ITTFプロツアー・クロアチア オープン
    - 女子シングルス 優勝  女子ダブルス 優勝

  - ITTFプロツアー・中国 オープン
    - 女子シングルス 優勝

  - ITTFプロツアー・デンマーク オープン
    - 女子シングルス 優勝

  - ITTFプロツアー・ドイツ オープン
    - 女子シングルス 優勝  女子ダブルス 優勝

  - ITTFプロツアー・スウェーデン オープン
    - 女子シングルス 優勝

  - 世界選手権
    - 女子シングルス 2位
    - 女子ダブルス 優勝 (王楠と)
- 2004年
  - ITTFプロツアー・中国 オープン
    - 女子シングルス 優勝  女子ダブルス 優勝

  - ITTFプロツアー・日本 オープン
    - 女子シングルス 優勝

  - ITTFプロツアー・シンガポール オープン
    - 女子シングルス 優勝

  - ITTFプロツアー・韓国 オープン
    - 女子シングルス 優勝  女子ダブルス 優勝

  - 世界選手権団体戦 優勝
  - アテネ五輪
    - 女子シングルス 優勝  (準優勝:キム・ヒャンミ)
    - 女子ダブルス 優勝  (王楠と)

  - 女子ワールドカップ 優勝  (準優勝:王楠)
- 2005年
  - ITTFプロツアー・中国 オープン
    - 女子ダブルス 優勝

  - ITTFプロツアー・日本 オープン
    - 女子シングルス 優勝

  - ITTFプロツアー・カタール オープン
    - 女子シングルス 優勝

  - 世界選手権
    - 女子シングルス 優勝  (準優勝:郭焱)
    - 女子ダブルス 優勝  (王楠と)

  - 中華人民共和国全国運動会
    - 女子団体 優勝
    - 女子シングルス 優勝 (準優勝:王楠)

  - 女子ワールドカップ 優勝  (準優勝:郭焱)
  - ITTFプロツアー・グランドファイナル
    - 女子シングルス 優勝
- 2006年
  - ITTFプロツアー・シンガポール オープン
    - 女子シングルス 優勝  女子ダブルス 優勝

  - ITTFプロツアー・中国昆山 オープン
    - 女子ダブルス 優勝

  - ITTFプロツアー・中国広州 オープン
    - 女子シングルス 優勝

  - ITTFプロツアー・カタール オープン
    - 女子シングルス 優勝  女子ダブルス 優勝

  - ITTFプロツアー・クウェート オープン
    - 女子ダブルス 優勝

  - 世界選手権団体戦 優勝
  - ITTFプロツアー・グランドファイナル
    - 女子シングルス 優勝

  - ITTFトーナメントオブチャンピオンズ
    - 女子シングルス優勝
- 2007年
  - ITTFプロツアー・フランス オープン
    - 女子シングルス 優勝

  - ITTFプロツアー・スロベニア オープン
    - 女子ダブルス 優勝

  - ITTFプロツアー・中国 オープン
    - 女子シングルス 優勝

  - ITTFプロツアー・オーストリア オープン
    - 女子シングルス 優勝

  - ITTFプロツアー・クウェート オープン
    - 女子ダブルス 優勝

  - 世界選手権
    - 女子ダブルス 優勝  (王楠と)

  - アジア選手権
    - 女子シングルス 優勝 (準優勝：李暁霞)

  - 女子ワールドカップ団体戦 優勝
- 2008年
  - ITTFプロツアー・クウェート オープン
    - 女子シングルス 優勝  女子ダブルス 優勝

  - ITTFプロツアー・日本 オープン
    - 女子シングルス 優勝

  - ITTFプロツアー・中国 オープン
    - 女子シングルス 優勝

  - ITTFプロツアー・カタール オープン
    - 女子シングルス 優勝  女子ダブルス 優勝

  - 世界選手権団体戦 優勝
  - 荻村杯国際卓球選手権大会　
    - 女子シングルス優勝（準優勝：李暁霞　第３位：郭焱・郭躍）

  - 北京五輪
    - 女子シングルス 優勝  (準優勝:王楠)
    - 女子団体戦 優勝
- 2009年
  - ITTFプロツアー・カタール オープン
    - 女子シングルス 優勝  女子ダブルス 優勝

  - ITTFプロツアー・クウェート オープン
    - 女子ダブルス 優勝

  - 世界選手権
    - 女子シングルス 優勝  (準優勝:郭躍)

  - 中華人民共和国全国運動会
    - 女子団体 優勝
    - 女子シングルス 優勝 (準優勝:郭躍)